# Gotarzes I.

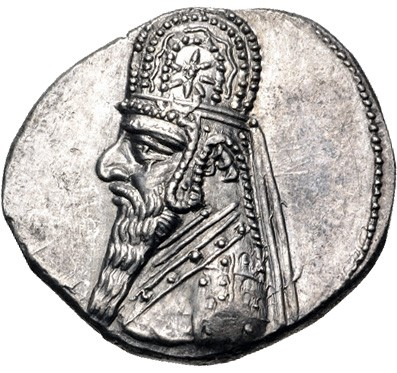
Münze Gotarzes' I.

Gotarzes I. war ein parthischer König, der von ca. 91/90 bis 81/80 v. Chr. regierte. Er kam in den Wirren am Ende der Regierungszeit Mithridates’ II. an die Macht, der sein Bruder war und gegen den er sich erhoben hatte. Über seine Person und seine Herrschaft ist nur wenig bekannt. Er erscheint in astronomischen Aufzeichnungen aus Babylon, was belegt, dass er diese Stadt und wohl auch Babylonien an sich regierte. Daneben ist er hauptsächlich von seinen Münzen bekannt. Aus Keilschrifttexten ist seine Schwester und Gemahlin Ashibatu bekannt.